# Herbert Müller (Musiker, 1932)
Herbert Müller (* 12. Juli 1932 in Innsbruck; † 8. Jänner 2024) war ein österreichischer Musiker, Journalist und Schallplattenmanager.

## Leben und Werk
Müller begann seine musikalische Laufbahn bei der Stadtmusikkapelle Wilten im Alter von 14 Jahren als Erster Posaunist. Nach der Matura studierte er zunächst Posaune, später Musikwissenschaft an der Universität Innsbruck. 1955 bis 1960 leitete er die Studiocombo von Radio Tirol, außerdem die „Volksmusikanten von Radio Tirol“. Als Posaunist war er neben Joe Zawinul und Fatty George „ein Pionier der neueren Jazzszene in Tirol“. Er komponierte Hörspielmusiken für Radio Tirol, Bühnenmusiken und Kulturfilmmusiken für den Tiroler Filmproduzenten Theo von Hörmann. 1960 gab er als Leiter der Studiocombo von Radio Tirol sein letztes Konzert in Innsbruck. „Das Idol unserer jazzbegeisterten Jugend verabschiedet sich“, schrieb die Tiroler Tageszeitung hierzu.
1966 wurde er Promotionchef bei CBS Schallplatten in Frankfurt. Als Leiter der Presseabteilung Klassik von Teldec Telefunken-Decca Schallplatten in Hamburg arbeitete er mit Künstlern wie Plácido Domingo, Luciano Pavarotti und Nikolaus Harnoncourt; Chefredakteur des Musikmagazins FonoForum war er zwischen 1976 und 1980. Von 1980 bis 1990 war er Director of Light Music bei TELDEC Record Service. Zu seinen Künstlern gehörten unter anderem Richard Clayderman und Caterina Valente, Gotthilf Fischer und Heino.

## Auszeichnungen
Der Bundespräsident der Republik Österreich verlieh Herbert Müller, der durch „sein langjähriges schöpferisches Wirken das Ansehen der Kunst in Österreich in hervorragender Weise gefördert hat“, 1987 den Berufstitel Professor.
Für die von ihm produzierten Aufnahmen mit Ernst Mosch und seinen Original Egerländer Musikanten erhielt Herbert Müller 1987 den Liederpfennig am Bande der Stadt Seligenstadt. Träger des „Liederpfennigs“ vor Herbert Müller waren unter anderem Nina Hagen, Konstantin Wecker und Jürgen von der Lippe. Der Liederpfennig am Bande „gebührt ihm nicht zuletzt deshalb, weil er mitgeholfen hat, der Volksmusik, der Musik der schweigenden Masse, in Deutschland zur Artikulation zu verhelfen“, schrieb der Publizist Reginald Rudorf.
Für seine „jahrzehntelange, internationale Tätigkeit für die Blasmusik“ erhielt der Posaunist Herbert Müller 1988 die Goldene Verdienstmedaille des Internationalen Musikbundes CISM.

## Privates
Herbert Müller war seit 1962 verheiratet. Mit seiner Frau Margot lebte er in Ebersberg bei München. Beide haben eine Tochter, Gabriele Müller.